# 丹尼亞爾·米爾扎

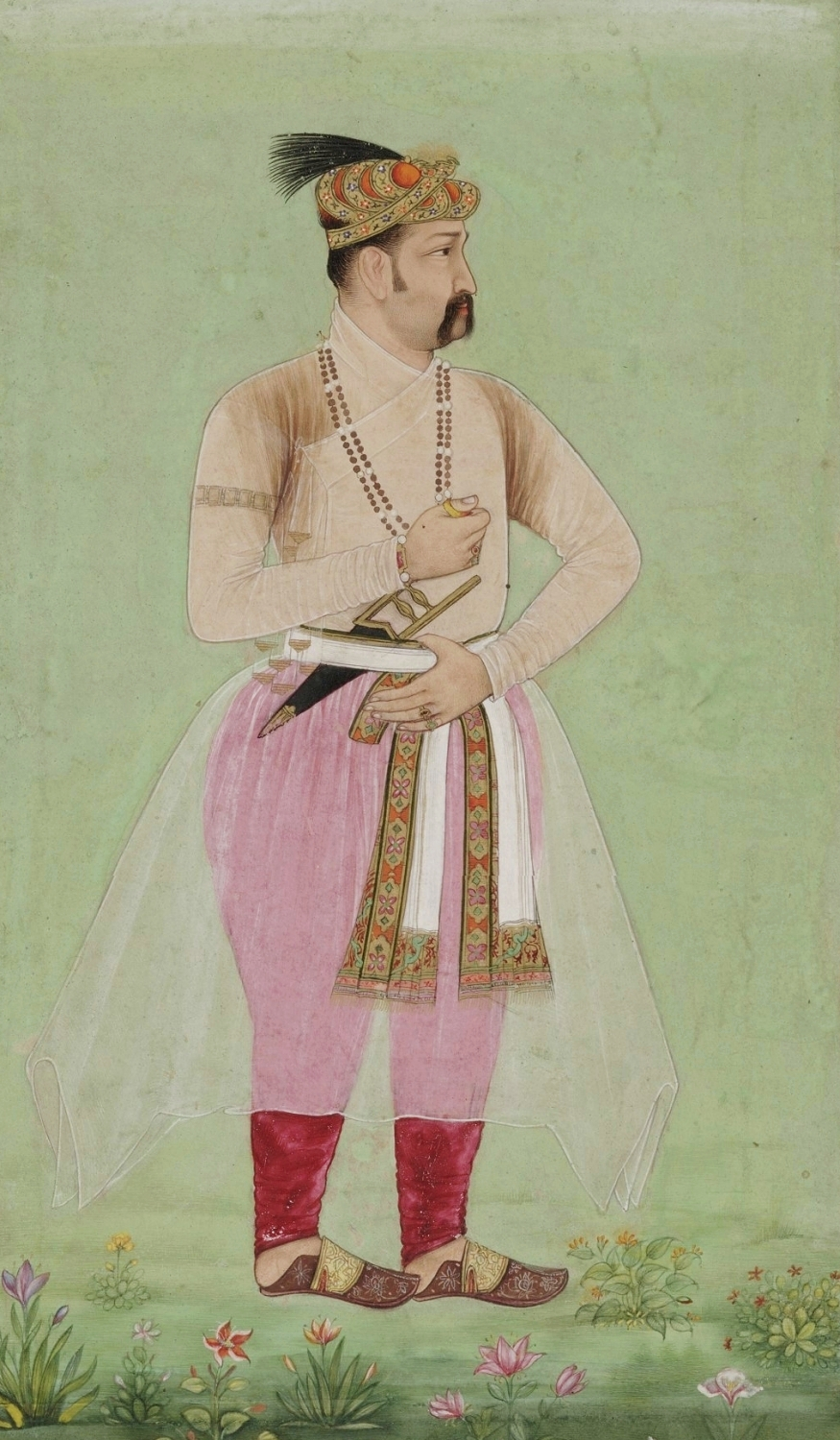
丹尼亞爾·米爾扎

丹尼亞爾·米爾扎（1572年9月11日—1605年3月19日）為蒙兀兒帝國的皇子，他是阿克巴的第三子，賈漢吉爾同父異母的兄弟，擔任過德干高原地區的總督。
丹尼亞爾為阿克巴最喜愛的兒子，同時其也是一名能幹的將軍。與他的父親一樣，丹尼亞爾不僅對詩歌擁有極佳的品鑑能力，他自己也是頗具文采的詩人，能流利地使用烏爾都語、波斯語和印地語寫作。除此之外，丹尼亞爾還是槍支、馬匹和大象的狂熱愛好者，曾請求父親阿克巴把他最喜愛的駿馬送給自己，阿克巴也答應了。丹尼亞爾於他三十二歲那年因嚴重的酗酒問題去世，比其父阿克巴早了七個月離開人世。

## 外部連結
- Prince Daniyal pictured with a bow and arrow （页面存档备份，存于） (c. 1600–1650) at National Gallery of Canada.
- Prince Daniyal Accompanies the Young Hindu Girl to the Funeral Pyre （页面存档备份，存于） at Walters Art Museum